# Георг Гервег
Ге́орг Ге́рвег (нім. Georg Herwegh, 31 травня 1817, Штутгарт — 7 квітня 1875, Баден-Баден) — німецький революційно-демократичний поет, публіцист і перекладач.

## Біографія

### 1817— 1848: Доберезневий період
Георг Фрідріх Рудольф теодор Гервег народився 31 травня 1817 в сім'ї шинкаря Людвіга Ернста Гервега та Розіни Катаріни Гервег. Хоча родина не мала проблем з фінансами, дитинство Георга було нещасливе, оскільки батьки часто сварилися. У 12 років мати забрала його з гімназії рідного міста. З наступного року (1828) Гервег переїхав у родичів і відвідував гімназію у Балінгені, був шкільним товаришем Готліба Рау. У віці 13 років захворів на хорею — хворобу, що супроводжується галюцинаціями та судомами.
З 1831 до 1835 року відвідував семінарію у монастирі Маульбронн, де почав видавати шкільну газету й писати вірші. З 1835 вивчав теологію і право у Тюбінгенському університеті як стипендіат Тюбінгенської богословської семінарії, проте вже наступного року його виганяють за порушення громадського спокою. Гервег відвідує лекції з філософії, літературознавства та історії.
З 1836 працював незалежним письменником у Штутгарті, а з 1837 — у журналі Августа Левальда «Європа» та у газеті Карла Груцкова «Телеграф для Німеччини». У 1839 був вимушений емігрувати до Швейцарії, через те, що на маскараді образив офіцера, за що Гервегу загрожував штраф та призов на військову службу, яку він мусив проходити в Ульмі.
Втеча привела його спочатку у Еммінсгофен, де він писав статті для газети «Deutsche Volkshalle», а потім до Цюриха, де Гервег редагував журнал «Народний дім», а також познайомився з членом студентського братства та поетом Августом Фолленом. Влітку 1841 р. вийшла перша частина «Віршів живої людини» (Gedichte eines Lebendigen 1841—1844), що представила собою полемічну відповідь «Листам померлих» Германа фон Пюклера-Мускау і миттєво зробила його знаментим.
З осені 1841 по лютий 1842 здійснив подорож до Парижа, де зустрівся з Генріхом Гейне, який пізніше у своєму вірші «Проти тенденції» іронічно назве Гервега «залізним жайворонком». Після повернення до Цюриха поет стикається у публіцистичній боротьбі з цюриськими консерваторами. Через його уїдливі коментарі у «Аугзбурзькому всезагальному журналі» цюриський суд засудив Гервега виплатити грошовий штраф.
Він працював у редагованій Карлом Марксом «Рейнській газеті» та планував реструктурувати «Німецьких посильних зі Швейцарії» у орган боротьби проти політичного та соціального придушення у Німеччині. В цей час він також здружився з Людвігом Феєрбахом. У 1842 році Гервег подорожує до Німеччини для вербування співробітників його нового журналу і знайомиться у Кельні з Карлом Марксом, для газети якого він писав статті. Також його запрошують на аудієнцію до пруського короля Фрідріха Вільгельма IV, який після цієї зустрічі заборонив тижневик Гервега. У грудні Фрідріх Вільгельм IV висилає поета з Пруссії після того, як він у листі до короля поскаржився на політичну ситуацію в Німеччині.
На зворотному шляху до Швейцарії він знайомиться у Лейпцигу з анархістом Михайлом Бакуніним, який буде все більше впливати на Гервега у його пізніших працях. Повернувшись до Швейцарії, поет отримав право на проживання у кантоні Базель-Ланд. Він одружується з Еммою Зігмунд, донькою берлінського банкіра; підтримує зв'язок з Людвігом Бюхнером, Августом Бекером та Вільгельмом Вайтлінгом, теоретиком «Союзу справедливих». З 1848 по 1843 працює редактором у тижневику «Молоде покоління» і публікує «21 лист зі Швейцарії», збірку невиданих повідомлень для журналів.
1843 р. Гервег переїжджає до Парижа і ще раз зустрічається там з Карлом Марксом та Михайлом Бакуніним. Крім того, він знайомиться з Женні Маркс, Мозесом Гессом, Жорж Санд, Віктором Гюго, Ламартіном, Беранже, Карлом Фохтом та іншим відомими інтелектуалами того часу. У 1844 р. виходить друга частина «Віршів живої людини», де відсутня динаміка першого тому і окреслені республіканські тенденції автора.

### 1848— 1875: Березнева революція. Захоплення соціалізмом
Після паризької Лютневої революції 1848 р. Гервег став президентом Республіканського комітету та головою Німецького демократичного легіону.
Незважаючи на всі заперечення та поради Карла Маркса й Фрідріха Енгельса, він з маленьким озброєним військом радикал-демократичних повстанців поспішив на допомогу до Фрідріха Хекера в Баден під час Березневої революції. 27 квітня 1848 р. Німецький демократичний легіон був розбитий вюртемберзькими військами біля Шопфхайма. Добровольчі загони Фрідріха Хекера, так звані взводи Хекера, були розбиті й переслідувані за неділю до цього біля Кандерна у Шварцвальді. Після цієї поразки Гервег був вимушений знову тікати, і знову втеча привела його до Швейцарії.
Поразку революції 1848 г. Гервег сприйняв як крах усіх своїх сподівань та ідеалів, але продовжив у своїй власній творчості традиції демократичної літератури 40-х рр. У поезіях, статтях та фейлетонах викривав європейську реакцію. На прохання Ф.Лассаля у 1863 р. створив гімн для «Всезагального німецького робітничого руху», будучи під впливом «Пісні до британців» Шеллі. Також перекладав твори Ламартіна та Шекспіра на німецьку мову.
Останні роки життя Георг прожив у Берліні, а помер 7 квітня 1875 р. в Баден-Бадені. ПОхований у містечку Лісталь (Швейцарія).

## Творчість
Гервег, разом з Гейне та Фрейлігратом, — один з найвидатніших політичних поетів Німеччини. Форма «Віршів живої людини», на відміну від стилю «Молодої Німеччини», наближається до класицизму, але містить елементи німецької народної пісні. Найхарактерніші риси творчості Гервега — революційний темперамент, наповненість ідеологією, політичними гаслами дня.

## Твори
- Leicht Gepäck. 1840.
- Gedichte eines Lebendigen. Band 1, 1841. (siehe Abb. rechts) (Digitalisat und Volltext // Німецький текстовий архів)
- Einundzwanzig Bogen aus der Schweiz. Hrsg. von Georg Herwegh. Verlag des Literarischen Comptoirs, Zürich/Winterthur 1843. (2. Auflage: Frid. Schmid'sche Buchhandlung und Buchdruckerei, Glarus 1844.)
- Gedichte eines Lebendigen. Band 2, 1843 (Digitalisat und Volltext // Німецький текстовий архів)
- Zwei Preußenlieder. 1848.
- Die Schillerfeier in Zürich. 1860.
- Das Bundeslied. 1863. Hymne des ADAV, der SPD-Vorgängerpartei.
- Neue Gedichte herausgegeben nach seinem Tode. Verlags-Magazin, Zürich 1877.
- Das Lied vom Hasse. 1841.
- Zu Frankfurt an dem Main. 1848.